# أندريا فيولا
أندريا فيولا هو لاعب كرة قدم إيطالي في مركز الوسط، ولد في 26 يونيو 1992 في كاربونيا في إيطاليا. لعب مع نادي أريتسو.

## وصلات خارجية
- أندريا فيولا على موقع قاعدة بيانات كرة القدم.إي يو (الإنجليزية)
- أندريا فيولا على موقع Soccerway.com (الإنجليزية)